# ヴワディスワフ1世 (ポーランド王)

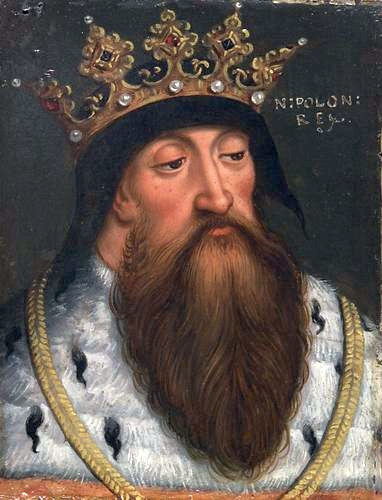
ヴワディスワフ1世（16世紀）

ヴワディスワフ1世ウォキェテク（Władysław I Łokietek, 1260年/1261年 - 1333年3月2日）は、ポーランド王（在位：1320年 - 1333年）。短身王（Łokietek）と呼ばれた。1305年よりクラクフ公であり、1320年に国王として戴冠した。父はウェンチツァ、シェラツ、ドブジン、クヤヴィ公であったカジミェシュ1世、母はその3番目の妻でオポーレ公カジミェシュ1世の娘エウフロジナである。レシェク2世、ジェモミスウの異母弟、カジミェシュ2世、シェモヴィトの同母兄。

## 称号
- 戴冠以前：Wladislaus Dei gracia, dux Regni Poloniae et dominus Pomeraniae, Cuiavie, Lanciciae ac Siradiae
- 「ヴワディスワフ、神の恩寵によるポーランド大公、ポモジェ、クヤヴィ、ウェンチツァおよびシェラツの領主」
- 戴冠以後：Wladislaus Dei gracia, rex Poloniae et dominus Pomeraniae, Cuiavie, Lanciciae ac Siradiae
- 「ヴワディスワフ、神の恩寵によるポーランド王、ポモジェ、クヤヴィ、ウェンチツァおよびシェラツの領主」

後世の歴史家は「ヴワディスワフ4世」ないし「ヴワディスワフ1世」と呼んでいる。国王が王名に数（～世）を使用したという記録はない。「4世」も「1世」のどちらも後世の歴史家が遡及的にあてているものに過ぎない。「4世」はヴワディスワフ1世ヘルマンから続くポーランド君主の系譜において4番目のヴワディスワフという意味であり、「1世」は1世紀以上にわたる分裂期を収拾して王国を再建したのを考慮したことと、ヴワディスワフ3世とヴワディスワフ4世がそれぞれ「3世」と「4世」を公に使用していたことから逆算したものである。

## 生涯
1260年頃、カジミェシュ1世の3男として生まれた。父が1267年に死去すると兄弟達と共に父の遺領を分割相続し、クヤヴィ公国を獲得した。しかし兄弟達は子供を残さずに相次いで死去し、彼らの遺領を自分の領地に組み入れていく中で、ヴワディスワフはポーランド王国の再統合事業を始めることになった。
1288年にポーランド大公だった異母兄のレシェク2世が子供の無いまま没すると、従弟のプウォツク公ボレスワフ2世と組んでヴロツワフ公ヘンリク4世と争ったが、クラクフ市民の寝返りでヘンリク4世がクラクフを占領、大公位の座に就いた。1290年にヘンリク4世が急死、ライバル関係にあったヴィエルコポルスカ公プシェミスウ2世が大公位を獲得、1295年にポーランド王に即位した。ヴワディスワフの次の目標は、プシェミスウ2世が領するマウォポルスカを奪い取ることであった。
1296年にプシェミスウ2世が暗殺されると、ヴワディスワフは先王からマウォポルスカとポモジェを相続することを主張した。ヴワディスワフはポーランド人の君主を望むマウォポルスカの農民、騎士、一部の聖職者に支持されていたが、在地の領主達が支持するボヘミア王ヴァーツラフ2世（1300年にポーランド王となる）にマウォポルスカを明け渡すことになった。ヴィエルコポルスカについても、ヴワディスワフと並ぶポーランドの有力諸公だったグウォグフ公ヘンリク3世が相続を主張、幾度か衝突した末に1306年に敗れてヴィエルコポルスカはヘンリク3世の領有する所となった。
ヴワディスワフは国外への亡命を余儀なくされていたが、ボヘミア王によるポーランド支配はうまく行かず、さらにヴァーツラフ2世と息子ヴァーツラフ3世の相次ぐ急死でボヘミアは混乱状態に陥った。一方のヴワディスワフは1305年に帰国し、自身の支持者達の軍勢を引き連れてマウォポルスカを占領した。15世紀の歴史家ヤン・ドゥゴシュによれば、ヴワディスワフの軍勢は騎士ではなく農民が主体になっていた。またヴワディスワフはグダニスクを中心にポメレリアをも征服したが、在地の領主やブランデンブルクから移住してきたドイツ人達の支持を得ることができず、バルト海沿岸に対する支配をあきらめざるを得なくなった。

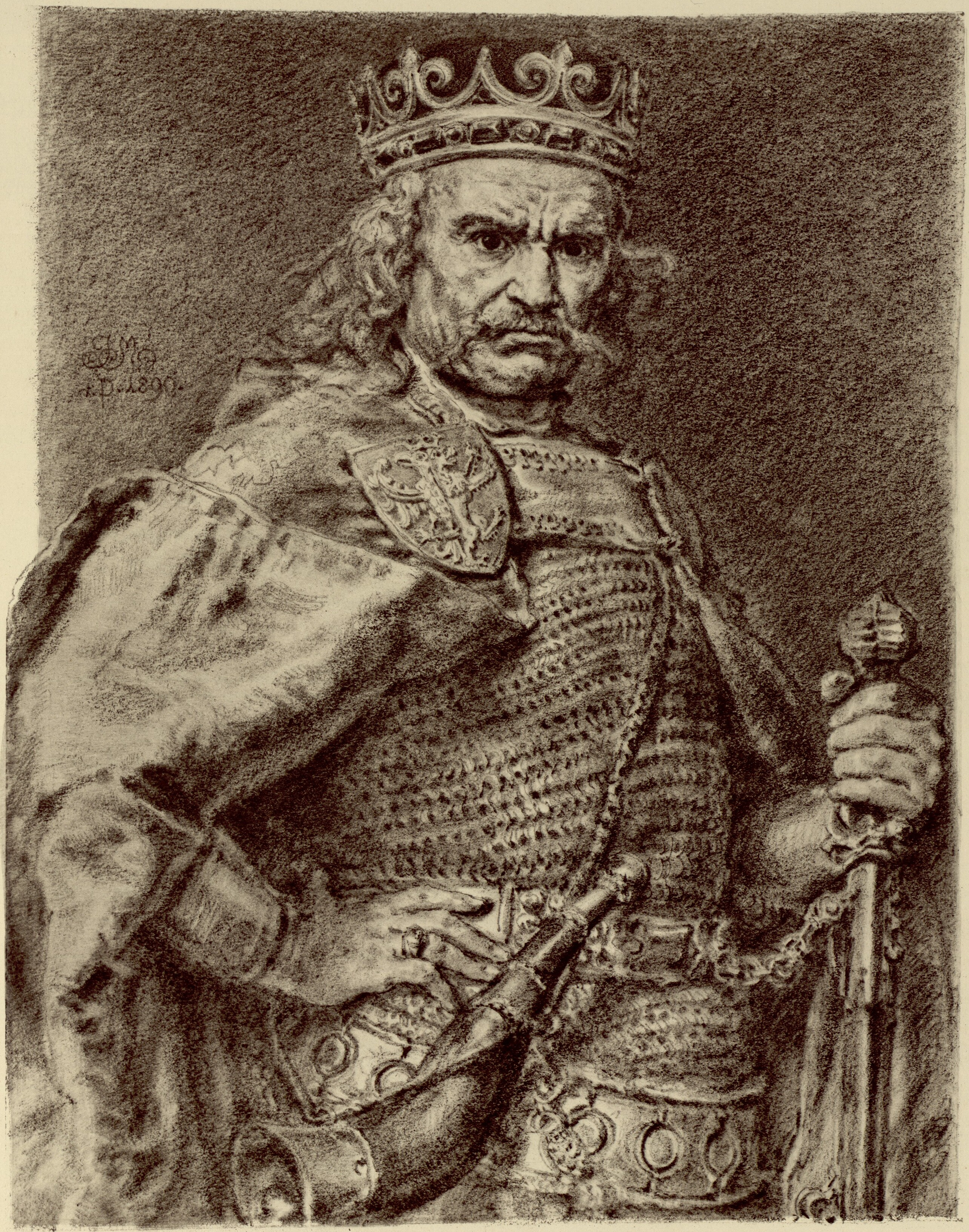
ヤン・マテイコによる肖像画

1309年、グウォグフ公ヘンリク3世も死去した。1311年までに、ヴワディスワフはマウォポルスカと世襲領地クヤヴィにおける支配権を確固たるものにしていた。クラクフとサンドミェシュでのドイツ人支配層の反乱（ヴイト・アルベルトの反乱）も起きたが、ヴワディスワフは同地の貴族、地主、都市民の支持を受けていたため、支配権を失うことはなかった。1312年にレグニツァ公ボレスワフ3世・ヘンリク6世兄弟と同盟を結びヘンリク3世の遺児ヘンリク4世・コンラト1世らと戦い、1314年にはかつてヘンリク3世を支持していたヴィエルコポルスカもヴワディスワフの領国に組み込まれた。
1318年、ヴワディスワフはポーランド王冠の獲得に乗り出した。教皇ヨハネス22世はボヘミア王ヨハンがポーランド王位を主張していたこともあって当初は認可を渋ったが、最終的にはこれを容認した。1320年1月20日、ヴワディスワフはポーランド王としてクラクフで戴冠した。この戴冠式は、ポーランドが再統合された独立の王国になったという政治的な主張であった。但し、シロンスク公国群の諸公はヨハンに臣従、ボヘミアの封臣となっている。
ヴワディスワフ1世は晩年をドイツ騎士団との戦争に費やすことになった（ポーランド・テュートン戦争）。ボヘミア王ヨハンもポーランド王位を諦めておらず、ドイツ騎士団と同盟して北と西からポーランド王国を攻めた。1328年にはボヘミアと騎士団の連合軍がドブジンを奪取した。ヴワディスワフ1世は1331年9月27日、クヤヴィ地方、ラジェユフ近郊のプウォフツェの戦いで騎士団に復讐した。この戦いでヴワディスワフ1世は十字軍を標榜するドイツ騎士団を打ち負かして、彼らの領土拡大をなんとか食い止めた。
ヴワディスワフ1世は、自分の支配するポーランドの諸地域に単一の法典を適用しようと務めた。この法典では、ユダヤ人にもキリスト教徒と同様の安全と自由が保障されるように取り計らわれた。
1333年3月2日、73歳の高齢でクラクフで死去した。息子のカジミェシュ3世が引き継いだポーランドの「王国」は、マウォポルスカ、サンドミェシュ、ヴィエルコポルスカ、クヤヴィ、シェラツ、ウェンチツァのみという狭いものだった。西のシロンスクとルブシュ、北の東西ポモジェ及びマゾフシェは「王国」の領域から外れたままになっていた。それでも、ヴワディスワフ1世の治世はポーランドの再統一を大きく前進させたことは間違いない。

## 子女
1293年、ヴィエルコポルスカ公ボレスワフ（敬虔公）の娘でプシェミスウ2世の従妹ヤドヴィガと結婚し、間に6人の子供をもうけた。
1. ステファン（1306年没）
2. ヴワディスワフ（1311年/1312年没）
3. クネグンダ（1298年頃 - 1331年4月9日） - 1310年、シフィドニツァ公ベルナルトと結婚、1328年にザクセン選帝侯ルドルフ1世と再婚。
4. エルジュビェタ（1305年 - 1380年12月29日） - 1320年7月6日、ハンガリー王カーロイ1世と結婚。
5. カジミェシュ3世（1310年4月30日 - 1370年11月5日）
6. ヤドヴィガ（1320年/1322年6月3日没）